# Ecuație de gradul întâi

Exemplu de reprezentare grafică a două ecuații liniare

Ecuația de gradul întâi, denumită și ecuație liniară, este o ecuație polinomială de forma:
{\displaystyle ax+b=0,}
adică este formată dintr-un termen constant și unul variabil. Se obține prin egalarea cu zero a unei funcții algebrice de gradul întâi.
Soluția ecuației este unică, cu condiția ca a, coeficientul necunoscutei, să fie nenul, fiind dată de fracția:
{\displaystyle x={\frac {-b}{a}}\,}
O ecuație de gradul întâi poate avea mai multe variabile. Mai multe ecuații de gradul întâi, într-un număr egal cu numărul variabilelor, formează un sistem de ecuații liniare.